# Садјарве
Садјарве (ест. Saadjärve) је село у жупанији Тарту, округ Тартума у Естонији. Налази се око 17 километара северно од града Тартуа, на источној обали језера Садјарв. Садјарве има 118 становника (од 1. јануара 2012).

## Садјарве палата
Садјарве имање се први пут помиње у историјским записима 1557. године. Током историје, припадао је разним балтичким немачким локалним аристократским породицама. Садашња зграда датира из касног 18. или почетка 19. века.

## Значајни становници
Садјарве је родно место естонског политичара Јоханеса Сикара (1897–1960).